# Peroz II
Peroz II Ghusnaspbandah fou un sobirà persa de la dinastia dels Sassànides, que va regnar alguns mesos l'any 630.
Pretenent després de l'abdicació de la reina Bûrândûkht, aquest príncep era el fils d'un noble anomenat Mâh-Adhûr Gushnasp, espòs de la princesa Kahardûkht, una filla de Yazdandadh, un fils segon de Còsroes I. Va emetre monedes de plata sobre les quals porta la corona de Còsroes II amb la llegenda « PIRUCHI AFZUT » és-a-dir « Piruz el dispensador de prospérité » però no va aconseguir mantenir-se sobre el tron, sent assassinat pels nobles sassànides.